# 杜夫尔
杜夫尔（法語：Douvres，法語發音：[duvʁ] ⓘ）是法国东部安省的一个市镇，属于贝莱区。

## 地理
杜夫尔（45°59'20"N, 5°22'23"E）面积5.26 平方千米，位于法国奥弗涅-罗讷-阿尔卑斯大区安省，该省份为法国东部省份，北起汝拉省，西北接索恩-卢瓦尔省，西接罗讷省和里昂大都会，南至伊泽尔省，东与萨瓦省、上萨瓦省和瑞士接壤。
与杜夫尔接壤的市镇（或旧市镇、城区）包括：昂貝略昂比熱、昂布罗奈。

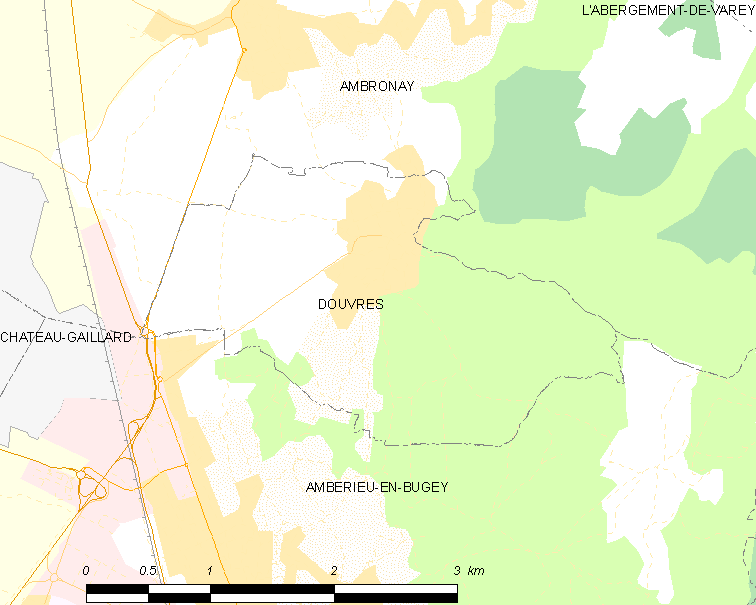
杜夫尔的OSM定位图

杜夫尔的时区为UTC+01:00、UTC+02:00（夏令时）。

## 行政
杜夫尔的邮政编码为01500，INSEE市镇编码为01149。

## 政治
杜夫尔所属的省级选区为昂贝略昂比热县。

## 人口

1962-2008年间杜夫尔人口变化图示

杜夫尔于2022年1月1日时的人口数量为1108人。